# HETIC
HETIC (initialisme de Hautes études des technologies de l'information et de la communication) est un établissement privé d'enseignement supérieur fondé en 2002 et spécialisé dans le numérique, l'internet et l'infographie tridimensionnelle. Son campus est situé à Montreuil en France. Un campus existe également en Inde. 
Elle appartient au groupe Galileo Global Education - Studialis.

## Histoire
L’établissement ouvre ses portes avec 17 étudiants en 2002.
En 2012, elle est l'une des trois écoles fondatrices de la Web School Factory avec Strate École de Design et le Pôle ESG. Elle obtient en 2013 la première place au classement du Figaro concernant les écoles formant aux métiers du web ,. Au cours de l'année 2017, elle ouvre une antenne en Inde à Bangalore avec d'autres écoles du groupe Studialis.

## Enseignement
L'établissement propose plusieurs formations, dont une « Formation Grande école » : Formation comprenant des prestations web et l’élaboration d’un plan d'affaires en 5e année. Au terme du cursus, elle délivre le titre d’« expert(e) en ingénierie de la communication numérique » certifié de niveau 7 par l’État et des Mastères,.

## Vie étudiante
Elle possède une junior-entreprise, Synerg'hetic : fondée en février 2005, elle a reçu en juin 2007 la marque Junior-Entreprise de la CNJE. Elle propose des services dans les nouvelles technologies de l'information et de la communication (NTIC).